# اولف پالمه
اولف پالمه (سوئدی: Ulf Palme؛ ۱۸ اکتبر ۱۹۲۰ – ۱۲ مهٔ ۱۹۹۳) هنرپیشه اهل سوئد بود. وی بین سال‌های ۱۹۴۵ تا ۱۹۸۰ میلادی فعالیت می‌کرد.
از فیلم‌هایی که وی در آن نقش داشته است می‌توان به رؤیاها، زندان، دختران، خانوم جولی و قاضی اشاره کرد.